# Valentine Hugo
Valentine Hugo (Boulogne-sur-Mer, 16 de marzo de 1887 – París, 16 de marzo de 1968) fue una artista francesa, diseñadora de teatro y vestuario, autora, ilustradora y locutora de radio. Especialmente conocida por su trabajo con los Ballets Rusos como diseñadora y por formar parte del movimiento cultural conocido como Surrealismo y realizar retratos a sus compañeros, entre los que destaca el que hizo en 1934 a Picasso.

## Trayectoria
Nació como Valentine Marie Augustine Gross. Fue hija única de Zélie Démelin y de Auguste Gross, que era músico y amante del teatro, de manera que educó a su hija en estas artes hasta su muerte en 1903. Tras la muerte de su esposo, Zélie se encargó sola de la educación de su hija. Creció en Capecure, un suburbio de Boulogne-sur-Mer. Hugo recibió múltiples premios por sus logros en dibujo en el colegio de Boulogne-sur-Mer al que asistió hasta 1907.
Después de obtener un certificado para enseñar dibujo, fue admitida en la École des Beaux-Arts de París en 1907 y pasó un tiempo en el taller de Jacques Fernand Humbert.  En 1909 vio actuar por primera vez en el Teatro del Châtelet a los Ballets Rusos de la compañía de ballet de Serguéi Diághilev. Durante los siguientes años se dedicó a dibujar a los bailarines Karsavina y Nijinsky.
En 1908, Hugo conoció al artista Edmond Aman-Jean, que la alentó para que continuara su actividad artística y a quien pintó un retrato en 1909. Comenzó a participar exposiciones importantes como la conocida Salón de París en 1909 y 1911. En 1913, la Galerie Montaigne organizó una exposición en el vestíbulo del Teatro de los Campos Elíseos la noche que la compañía de Ballets Rusos estrenó el ballet de Stravinsky, La Consagración de la Primavera de sus bocetos en pastel y sus pinturas en cera sobre madera de Tamara Karsavina, Vaslav Nijinsky o Isadora Duncan entre otros.
Ese mismo año, Hugo inició amistad con muchos artistas franceses como Eric Satie, Jean Cocteau, Roger de la Fresnaye, Lèon-Paul Fargue. Por aquella época publicó en La Gazette du bon ton de Lucien Vogel algunas ilustraciones de moda realizadas en grabado sobre madera. En 1916, expuso algunos manuscritos iluminados en la galería Barbazanges de París. También diseñó trajes para Jacques Copeau y el taller del Théâtre du Vieux-Colombier, en 1917.
En 1917 conoció en el salón parisino frecuentado por artistas de Mimi y Cypa Godebski al que sería su esposo, el pintor Jean Hugo,  biznieto del escritor Víctor Hugo.  En 1919 se casaron, siendo Cocteau y Satie sus únicos testigos. La familia de Jean no aprobó el matrimonio. Junto a Jean creó figurines y decorados para obras de teatro de Jean Cocteau, como Los novios de la torre Eiffel (1921) y Romeo y Julieta (1924), para el que ejecutó 24 grabados en madera.  También realizó disfraces y "máscaras de títeres" para los bailes de disfraces de Noailles y Beaumont.
Hugo y Cocteau colaboraron para crear el ballet Parade, que se estrenó el 18 de mayo de 1917. También trabajó en otros ballets de Satie, entre ellos, Le Piège de Méduse, Socrate y Mercure.
Durante los últimos años de la década de 1920, conoció a Paul Éluard, del que fue amiga hasta la muerte de este en 1952. A través de él entró en contacto con el resto del grupo surrealista del que formó parte junto a Gala y Salvador Dalí, Nusch Éluard, Max Ernst, Georges Hugnet, René Char, Tristan Tzara, Pablo Picasso o André Breton, a quienes retrató. Sin embargo, a Jean Hugo nunca le gustó el movimiento y debido a sus diferentes intereses se fueron distanciando hasta que se separaron en 1929 y se divorciaron en 1932. Hugo se integró totalmente con los surrealistas, se mudó al edificio de Éluard y Breton en mayo de 1932 y llevó su misma forma de vida. Tuvo una relación corta y tumultuosa con André Bretón entre 1931 y 1932, durante la que realizaron frecuentes viajes junto a otros miembros del movimiento. Dado que Hugo era la única que poseía vehículo, solía llevar a sus colegas a sus destinos.
Junto a André Breton, Paul Éluard y otros, participó en varias ocasiones en el juego del Cadáver exquisito que solían practicar los surrealistas, del que se conservan varios de estos dibujos colaborativos en colecciones europeas y estadounidenses. Hugo introdujo nuevas técnicas en ellos, pues los dibujos en los que participó se realizaron con gouache sobre papel negro.
Se unió a la Oficina de Investigación Surrealista y creó objetos surrealistas, entre ellos el Objet à fonctionnement symbolique (1931), que se mostró durante la Exposición surrealista de 1933 en París. Ella y Marie-Berthe Ernst fueron las primeras mujeres que exhibieron su obra en una exposición surrealista, fue en la Galerie Pierre Colle, en el Salon des Surindépendants en junio de 1933. Hasta 1938, su obra fue incluida en las principales exposiciones surrealistas, entre las que cabe reseñar la exposición el MoMA, Nueva York, en 1936 junto a Pablo Picasso, Joan Miró, Paul Klee, Marc Chagall y otros, aunque parece ser que su obra estuvo peor valorada económicamente que la de sus colegas masculinos. También es significativa la Segunda Exposición Internacional del Surrealismo que se celebró en 1935, en el Ateneo de Santa Cruz de Tenerife.
Fue una importante ilustradora de textos y poemas surrealistas, especialmente de Paul Éluard y se dice de ella que fue la primera mujer a la que el propio grupo reconoció no solo como musa, sino también como artista. Hugo formó parte del grupo editorial parisino Editions Surrèalistes donde solían autopublicarse algunos autores. Ellos los consideraban “objetos de pasión” puesto que los materiales eran lujosos y contenían pornografía, se vendían solo a suscriptores por lo que no estaban sujetos a censura.
En 1940 el director de Radio-Mondial, Jean Fraysse pidió a Hugo que trabajara para su emisora, pero al poco tiempo cayó bajo control alemán después de la ocupación nazi y la dejó, sin embargo, volvió en la década de los años 50 del siglo XX y trabajó también durante los 60.
Después de la Segunda Guerra Mundial continuó su amistad con el grupo surrealista, pero dejó de exponer con ellos. Volvió a la escenografía, mientras seguía creando sus pinturas "en secreto" guardando "el elemento inquietante de la sorpresa y la casualidad para el final". En 1948, completó el retrato de Picasso que había comenzado en 1934. Se dice que Paul Éluard tenía en la cama cuando murió en 1952, su dibujo Le Harfang des Neiges (Los búhos nevados). Continuó realizando ilustraciones para libros entre los que sobresalen los de Victor Hugo, Lautréamont, Breton, Rimbaud, Archim d'Arnim y Paul Éluard.
Los últimos años de su vida estuvo recluida en su casa debido a los problemas económicos y de salud, aunque sobrevivió a la mayoría de sus amigos. Murió el 16 de marzo de 1968, la fecha de su 81 cumpleaños.

## Reconocimientos
En 1943, el trabajo de Hugo fue incluido en la exposición de Peggy Guggenheim The Exhibition by 31 Women en la galería Art of This Century en Nueva York. En 1977 se realizó una gran exposición retrospectiva de su obra en el Centre Thibaud de Champagne en Troyes, Francia. Ya en el siglo XXI, el peso de su carrera está siendo reconocido gradualmente, a medida que crece el interés por las mujeres artistas surrealistas. Es considerada la principal ilustradora de los poemas de Eulard y su obra ha sido incluida en varias exposiciones.

## Ilustraciones
Hugo fue conocida principalmente por sus dibujos, donde creaba una delgada línea sobre un fondo oscuro y abundantes volutas decorativas y elementos superpuestos. Sus retratos de los principales surrealistas y sus ilustraciones para textos de Rene Char y Paul Eluard y para la edición de Strange Tales de Achim von Arnim precedidos por Breton en 1933 son particularmente interesantes.
Algunas de sus ilustraciones son: 
- Les Chants de Maldoror (1933) del conde de Lautréamont
- Contes bizarres de Achim von Arnim (1933)
- Les Poètes de sept ans (1938) de Arthur Rimbaud[3]
- Les Animaux et leurs hommes de Paul Éluard (1937)
- Les amitiés particulières (1946), de Roger Peyrefitte